# セント・ジョージ教区 (グレナダ)
セント・ジョージ教区（セント・ジョージきょうく、Saint George Parish）は、グレナダの行政教区。グレナダ島の南西部を管轄し、中心地は同国の首都でもあるセントジョージズ。面積は65平方キロメートルで、セント・アンドリュー教区に次いで大きい。また国内最西端のサリンス岬（北緯12度0分9秒 西経61度48分8秒 / 北緯12.00250度 西経61.80222度）、最南端のグローヴァー島（北緯11度59分12秒 西経61度47分13秒 / 北緯11.98667度 西経61.78694度）を管轄している。人口は約4万人（2019年推計）で、国内の行政教区では最も多く、国民の3分の1が同教区に居住している。
1649年にフランスがバセテール（Basse Terre、低地の意） 教区として設置、イギリス領となったあとの1763年にセント・ジョージへと改称した。1770年、蟻による食害が発生し砂糖のプランテーションが壊滅的被害を受けた。食害は隣のセント・ジョン教区まで広がり、島の砂糖産業は破壊された。独立後の1976年にトゥルー・ブルーでセントジョージズ大学が開校した。
豊かな自然環境を利用した観光業が盛んで、教区南部の沿岸部にはグラン・アンスビーチ（Grand Anse Beach）といった砂浜（ビーチ）が、北部にはアナンデイル滝（Annandale Falls）といった熱帯雨林を楽しむことができる。首都セントジョージズはカリブ海で最も美しい首都と呼ばれ、特徴的な街並みが人気である。島の玄関口としての側面もあり、属領のカリアク島・プティトマルティニーク島および国外を結ぶフェリーの発着港、国内唯一の空港であるポイント・サリンス国際空港が所在している。その一方で度々ハリケーンの被害を受けており、1955年9月のハリケーン・ジャネット、2004年9月のハリケーン・アイバンでは多くの建物が破壊され、数十人の死者を出している。

## 主要都市
- カリヴィニー（英語版）（Calivigny）
- グラン・アンス（ドイツ語版）（Grand Anse）
- ハッピー・ヒル（Happy Hill）
- Ka-fe Beau
- セントジョージズ（St. George's） - 首都
- トゥルー・ブルー（True Blue） - セントジョージズ大学が所在
- ウィリス（英語版）（Willis） - アナンデイル滝の最寄の町